# Atlas zur Geschichte
Der Atlas zur Geschichte in zwei Bänden war der Einheits-Schulatlas für den Geschichtsunterricht in der DDR. Das marxistisch-leninistische Werk erschien 1973 (Band 1) bzw. 1975 (Band 2). Herausgeber waren das Zentralinstitut für Geschichte der Akademie der Wissenschaften der DDR und die VEB Hermann Haack Geographisch-Kartographische Anstalt Gotha/Leipzig. Aktualisierte Auflagen erschienen 1976/1978 und 1981/1982, ein Nachdruck 1989.

## Aufgabe und Inhalt
Die Einteilung in zwei Bände entsprach der marxistisch-leninistischen Lehre, wonach die „Große Sozialistische Oktoberrevolution 1917“ den Wendepunkt der Menschheitsgeschichte darstelle. So erschien die DDR als „Höhepunkt der gesamten deutschen Geschichte“. Der Atlas sollte der Vermittlung gründlicher Kenntnisse des Marxismus-Leninismus dienen, zwecks Herausbildung eines sozialistischen Geschichtsbewusstseins. Die Schüler sollten sich der „Entwicklungsgesetze der Natur, der Gesellschaft und des menschlichen Denkens“ bewusst werden. Die Karten hoben hemmende und fördernde Faktoren bei der „fortschrittlichen Entwicklung der Völker“ hervor. Nach den Angaben der Redaktionskommission sollten die Karten  die „Hauptlinien des Klassenkampfes“ darstellen, „in erster Linie die Revolutionen, und in untrennbarer Verbindung damit die Wirtschaft, die politisch-territorialen Veränderungen, aber auch geistig-kulturelle Prozesse“.

## Redaktionskommission
Der Redaktion unter der Leitung von Lothar Berthold gehörten unter anderem Rudi Ogrissek, Karl Czok, Karl Drechsler, Joachim Herrmann, Fritz Klein, Ernst Laboor und Adolf Laube an. Gutachter waren Dieter Fricke, Heinz Heitzer, Wolfgang Schumann sowie Hans Vieillard.

## Bibliografische Angaben
- Atlas zur Geschichte. Band 1: Von den Anfängen der menschlichen Gesellschaft bis zum Vorabend der Großen Sozialistischen Oktoberrevolution 1917. Herausgegeben vom Zentralinstitut für Geschichte der Akademie der Wissenschaften der DDR. Hermann Haack Geographisch-Kartographische Anstalt, Gotha 1973. 4. Auflage 1989, ISBN 3-7301-0040-8.
- Atlas zur Geschichte. Band 2: Von der Großen Sozialistischen Oktoberrevolution 1917 bis 1972. Herausgegeben vom Zentralinstitut für Geschichte der Akademie der Wissenschaften der DDR. Hermann Haack Geographisch-Kartographische Anstalt, Gotha 1975, DNB 750517166 3. Auflage u.d.T. … bis 1976. 1982, DNB 820942421.